# Enclavament marítim d'Okhotsk
L'enclavament marítim d'Okhotsk, conegut popularment com el forat de cacauet per la seva forma similar amb aquesta fruita seca, es un territori marítim dintre de la mar d'Okhotsk, ubicat entre l'óblast de Magadan, l'illa de Sakhalín i la peninsula de Kamtxatka que va provocar disputes internacionals a la dècada del 1990 i a principis del segle XXI. Les disputes van acabar al març de 2014, quan el territori superficial i el fons marítim d'aquest territori, pertanyen legalment a la plataforma continental russa.
L'origen de les disputes, es remunten a la dissolució de la Unió Soviètica, quan pescadors de diferents països com ho son Polònia, Bulgaria, la Xina, Ucraïna, el Japó d'entre altres, s'adonen que aquest territori, queda fora del territori marítim rus, i que per tant, tenien el dret de pescar dins d'aquella zona, degut a que eren considerades aigües internacionals al estar ubicades a més de 370 quilòmetres (200 milles nàutiques) de qualsevol terra russa. La pesca va arribar a un nivell, que només fins al 1992 ja s'havien pescat un milió de tones d'abadejo.
Al 1993, la Xina, Japó, Polònia, Rússia i Corea del Sud es posen d'acord per no pescar a la zona fins que la població d'aquest peix no hagués tornat a nivells normals. Encara i així, aquest acord no deixava gaire clar què fer quan això passés.
A finals de 2013, el govern rus demana a les Nacions Unides la incorporació d'aquest territori a la zona econòmica exclusiva russa, sol·licitud aprovada al març de 2014.